# 硬叶风毛菊
硬叶风毛菊（学名：Saussurea ciliaris）为菊科风毛菊属的植物，为中国的特有植物。分布于中国大陆的云南、四川等地，生长于海拔3,950米至4,400米的地区，一般生长在草坡、阴湿处、灌丛或山地开阔处，目前尚未由人工引种栽培。